# Genista
Genista L. è un genere di piante della famiglia delle Fabacee (o Leguminose). È il genere tipo della tribù Genisteae (sottofamiglia Faboideae).

## Descrizione
Le specie del genere sono arbusti o piccoli alberi, spesso spinosi. Sono piante xerofite. 
Fioriscono con masse di fiori piccoli, simili a quelli dei piselli, gialli. Solo a in alcune specie sono profumati. 
In alcune specie i fiori si aprono violentemente se toccati dall'insetto, coprendolo con una pioggia di polline.

## Distribuzione e habitat
Il genere è diffuso ampiamente nel bacino del Mediterraneo, dall'Europa meridionale al Medio Oriente al Nord Africa.
Comprende specie xerofile, in grado di adattarsi a substrati poveri.

## Tassonomia
Il genere comprende le seguenti specie:
- Genista abchasica Sachokia
- Genista acanthoclada DC.
- Genista aetnensis (Biv.) DC.
- Genista albida Willd.
- Genista × altoportillensis Egido & Puente García
- Genista amana Rech.f.
- Genista anatolica Boiss.
- Genista ancistrocarpa Spach
- Genista anglica L.
- Genista angustifolia Schischk.
- Genista arbusensis Vals.
- Genista aristata C.Presl
- Genista × arizagae Elorza, Patino, Urrutia & J.Valencia
- Genista artwinensis Schischk.
- Genista × aseginolazae Elorza, Retamero, E.Miguel, Patino, Urrutia & Valencia
- Genista aspalathoides Lam.
- Genista aucheri Boiss.
- Genista ausetana (O.Bolòs & Vigo) Talavera
- Genista balearica Willk. ex Porta
- Genista berberidea Lange
- Genista bocchierii Bacch., Brullo & Feoli Chiapella
- Genista brutia Parl. ex Huter, Porta & Rigo
- Genista burdurensis P.E.Gibbs
- Genista cadasonensis Vals.
- Genista canariensis L.
- Genista capitellata Coss. & Durieu
- Genista carinalis Griseb.
- Genista carpetana Leresche ex Lange
- Genista cephalantha Spach
- Genista cilentina Vals.
- Genista cinerascens Lange
- Genista cinerea (Vill.) DC.
- Genista clavata Poir.
- Genista compacta Schischk.
- Genista corsica (Loisel.) DC.
- Genista csikii Kümmerle & Jáv.
- Genista cupanii Guss.
- Genista delphinensis Verl.
- Genista demarcoi Brullo, Scelsi & Siracusa
- Genista depressa M.Bieb.
- Genista desoleana Vals.
- Genista dorycnifolia Font Quer
- Genista dracunculoides Spach
- Genista ephedroides DC.
- Genista falcata Brot.
- Genista fasselata Decne.
- Genista ferox (Poir.) Dum.Cours.
- Genista flagellaris Sommier & Levier
- Genista florida L.
- Genista × fritschii Rech.
- Genista fukarekiana Micevski & E.Mayer
- Genista gasparrinii (Guss.) C.Presl
- Genista germanica L.
- Genista haensleri Boiss.
- Genista halacsyi Heldr.
- Genista hassertiana (Bald.) Buchegger
- Genista hirsuta Vahl
- Genista hispanica L.
- Genista holopetala (Fleischm. ex W.D.J.Koch) Bald.
- Genista humifusa L.
- Genista hystrix Lange
- Genista ifniensis Caball.
- Genista insularis Bacch., Brullo & Feoli Chiapella
- Genista involucrata Spach
- Genista januensis Viv.
- Genista kepenensis Yıld.
- Genista kolakowskyi Sachokia
- Genista legionensis (Pau) Laínz
- Genista libanotica Boiss.
- Genista linifolia L.
- Genista lobelii DC.
- Genista longipes Rouy
- Genista lydia Boiss.
- Genista maderensis (Webb & Berthel.) Lowe
- Genista madoniensis Raimondo
- Genista majorica Cantó & M.J.Sánchez
- Genista × martini Verg. & Soulié
- Genista mezzumarensis Coulot & Rabaute
- Genista michelii Spach
- Genista micrantha Ortega
- Genista microcephala Coss. & Durieu
- Genista microphylla DC.
- Genista millii Heldr. ex Boiss.
- Genista mingrelica Albov
- Genista monspessulana (L.) L.A.S.Johnson
- Genista morisii Colla
- Genista mugronensis Vierh.
- Genista nissana Petrovič
- Genista × norpalentina J.M.Aparicio, Pérez Dacosta, Uribe-Ech. & Urrutia
- Genista numidica Spach
- Genista nuragica Bacch., Brullo & Giusso
- Genista obtusiramea J.Gay ex Spach
- Genista osmarensis Coss.
- Genista ovina Bacch., Brullo & Feoli Chiapella
- Genista paivae Lowe
- Genista parnassica Halácsy
- Genista patens DC.
- Genista pichisermolliana Vals.
- Genista pilosa L.
- Genista polyanthos R.Roem. ex Willk.
- Genista × prepirenaica Patino, Urrutia & J.Valencia
- Genista × prestameroi Elorza, Retamero, E.Miguel, Patino, Urrutia & Valencia
- Genista provincialis Coulot, Rabaute & Rebuffel
- Genista pseudopilosa Coss.
- Genista pseudoretamoides (Maire) Rivas Mart., Molero Mesa, Marfíl & G.Benítez
- Genista pulchella Vis.
- Genista quadriflora  Munby
- Genista radiata (L.) Scop.
- Genista ramosissima (Desf.) Poir.
- Genista × rivasgodayana J.Andrés & Llamas
- Genista sagittalis L.
- Genista sakellariadis Boiss. & Orph.
- Genista salzmannii DC.
- Genista sanabrensis Valdés Berm., Castrov. & Casaseca
- Genista sandrasica Hartvig & Å.Strid
- Genista sardoa Vals.
- Genista scorpius (L.) DC.
- Genista segonnei (Maire) P.E.Gibbs
- Genista × segurae Uribe-Ech.& Urrutia
- Genista sericea Wulfen
- Genista sessilifolia DC.
- Genista sibirica L.
- Genista silana Brullo, Gangale & Spamp.
- Genista spachiana Webb
- Genista spartioides Spach
- Genista spinulosa Pomel
- Genista splendens Webb & Berthel.
- Genista stenopetala Webb & Berthel.
- Genista suanica Schischk. ex Grossh.
- Genista subcapitata Pančić
- Genista subsericans (Bornm.) Rech.f.
- Genista sulcitana Vals.
- Genista sylvestris Scop.
- Genista taurica Dubovik
- Genista tenera (Jacq. ex Murray) Kuntze
- Genista teretifolia Willk.
- Genista tetragona Besser
- Genista tinctoria L.
- Genista toluensis Vals.
- Genista tournefortii Spach
- Genista triacanthos Brot.
- Genista tribracteolata (Webb) Pau
- Genista tricuspidata Desf.
- Genista tridens (Cav.) DC.
- Genista tridentata L.
- Genista tyrrhena Vals.
- Genista ulicina Spach
- Genista umbellata (L'Hér.) Poir.
- Genista unalii Dinç & Bağcı
- Genista × uribe-echebarriae Urrutia
- Genista valsecchiae Brullo & De Marco
- Genista verae Juz.
- Genista versicolor Boiss.
- Genista vuralii A.Duran & Dural
- Genista willingii Kit Tan & Ziel.

### Alcune specie

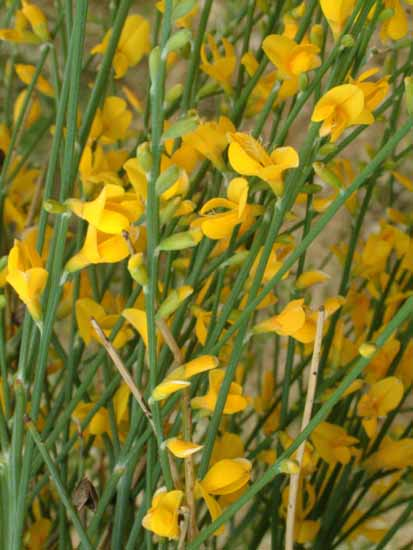
Genista aetnensis
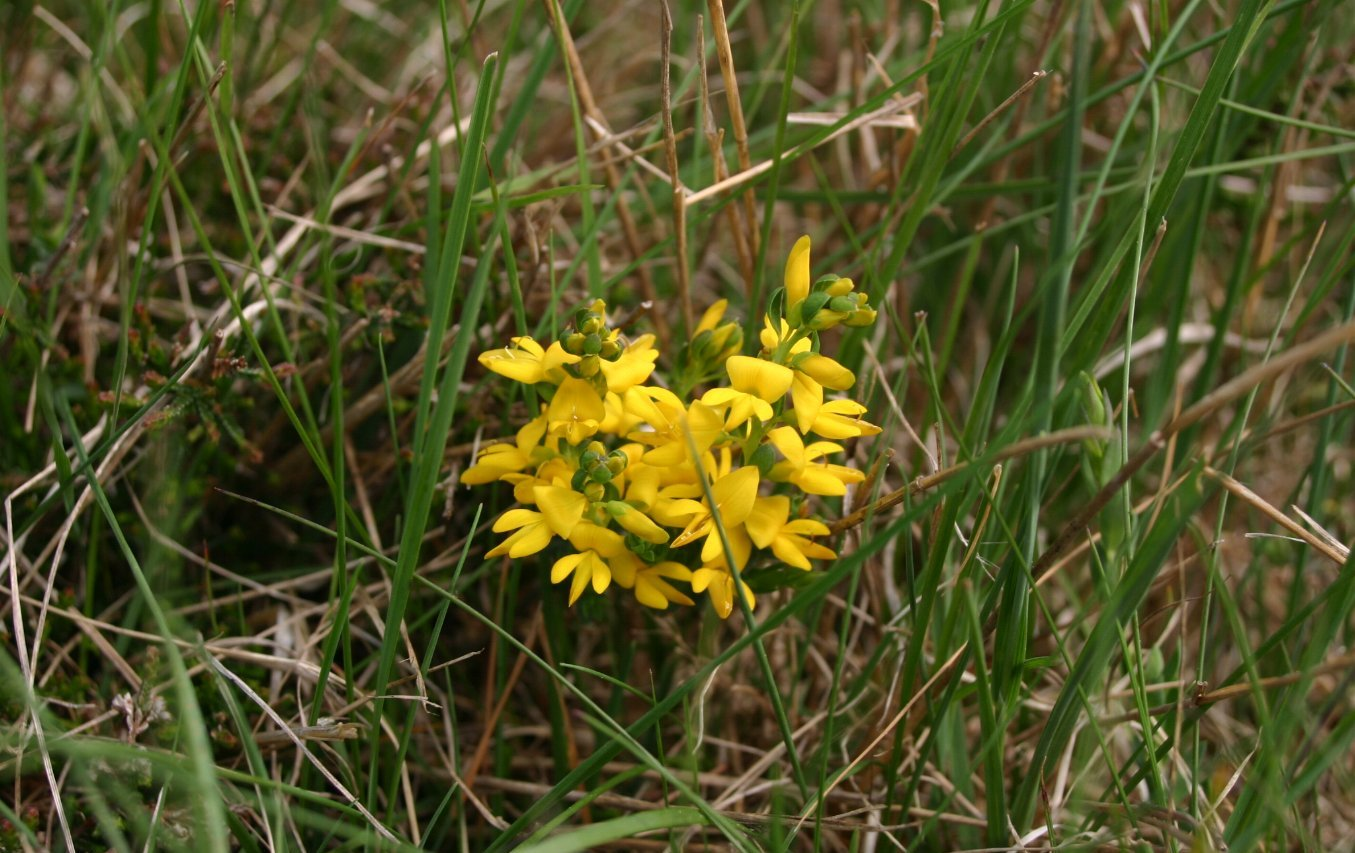
Genista anglica
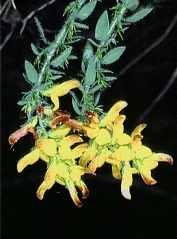
Genista aristata
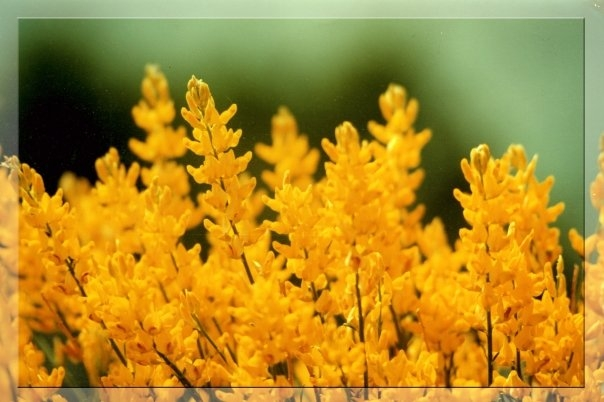
Genista cilentina
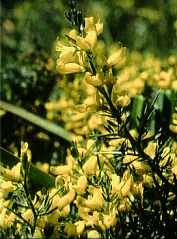
Genista cupanii
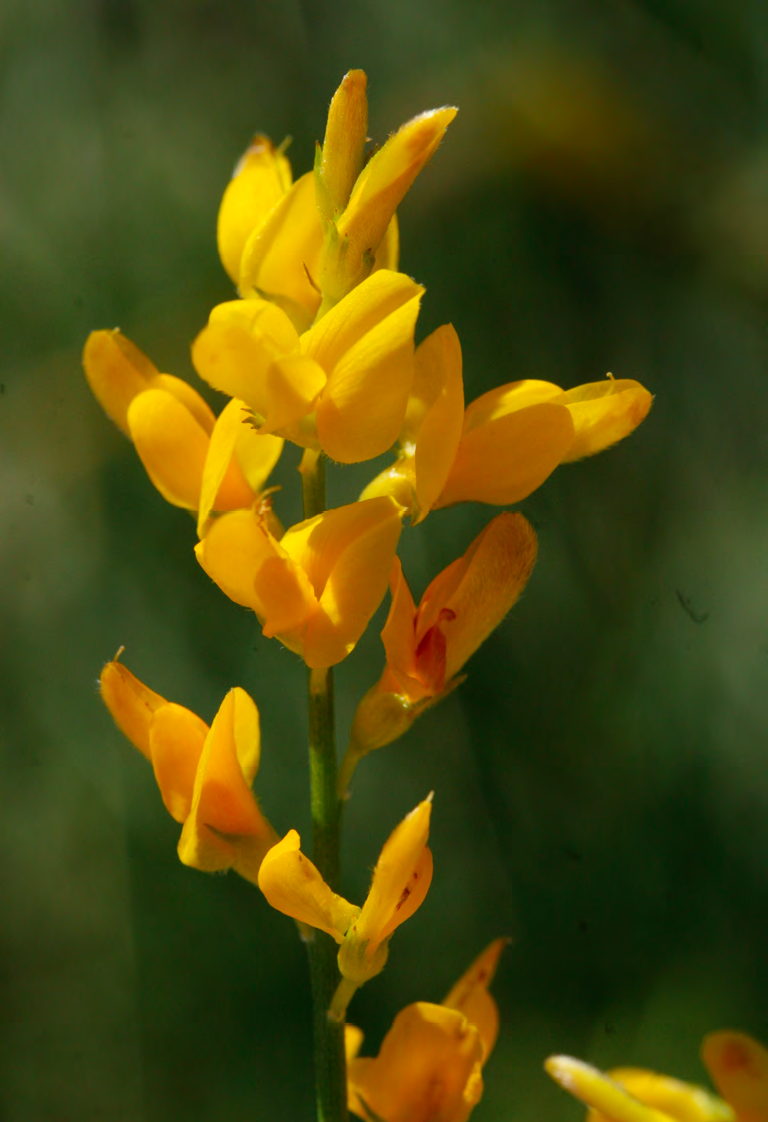
Genista demarcoi
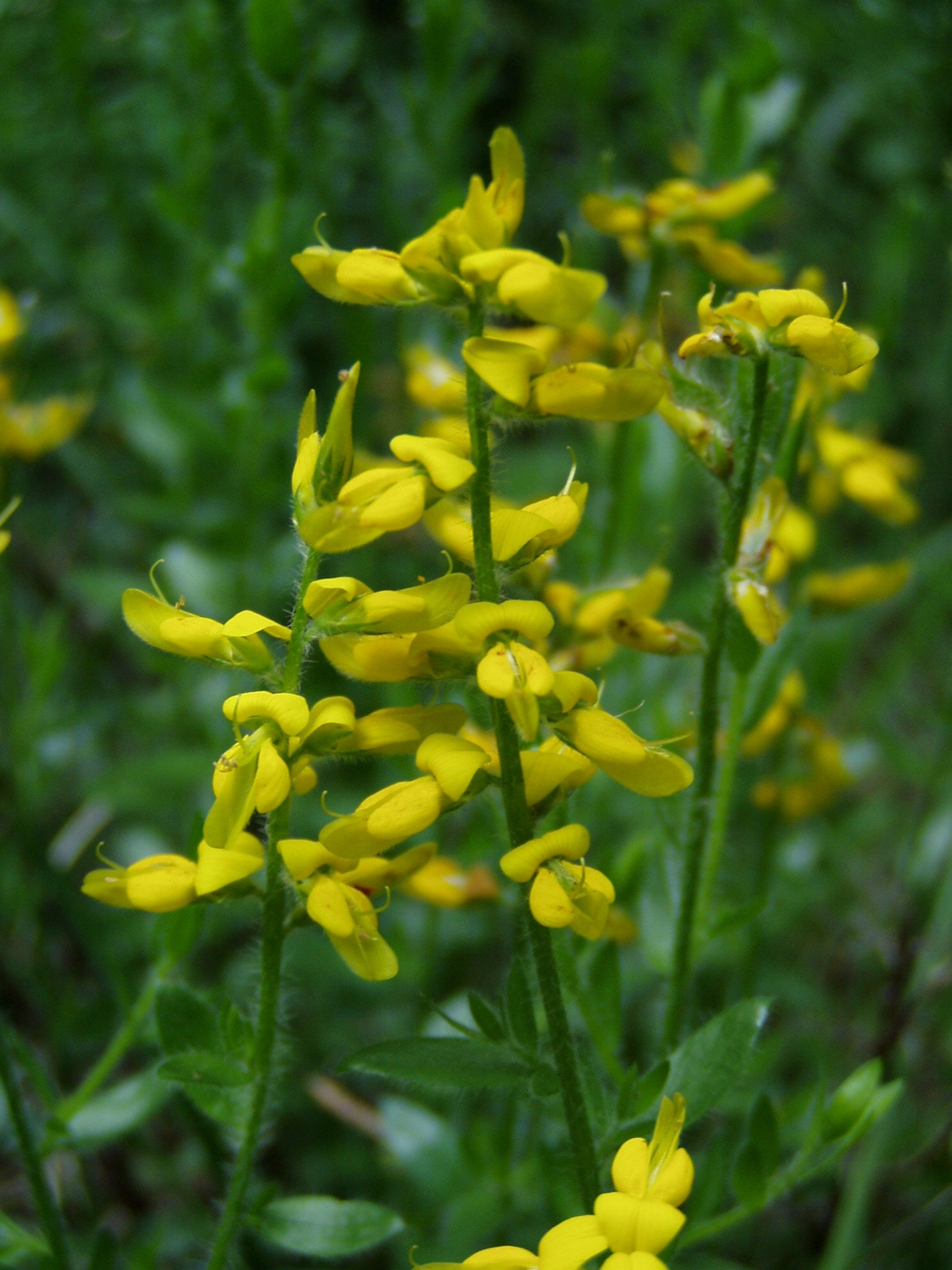
Genista germanica
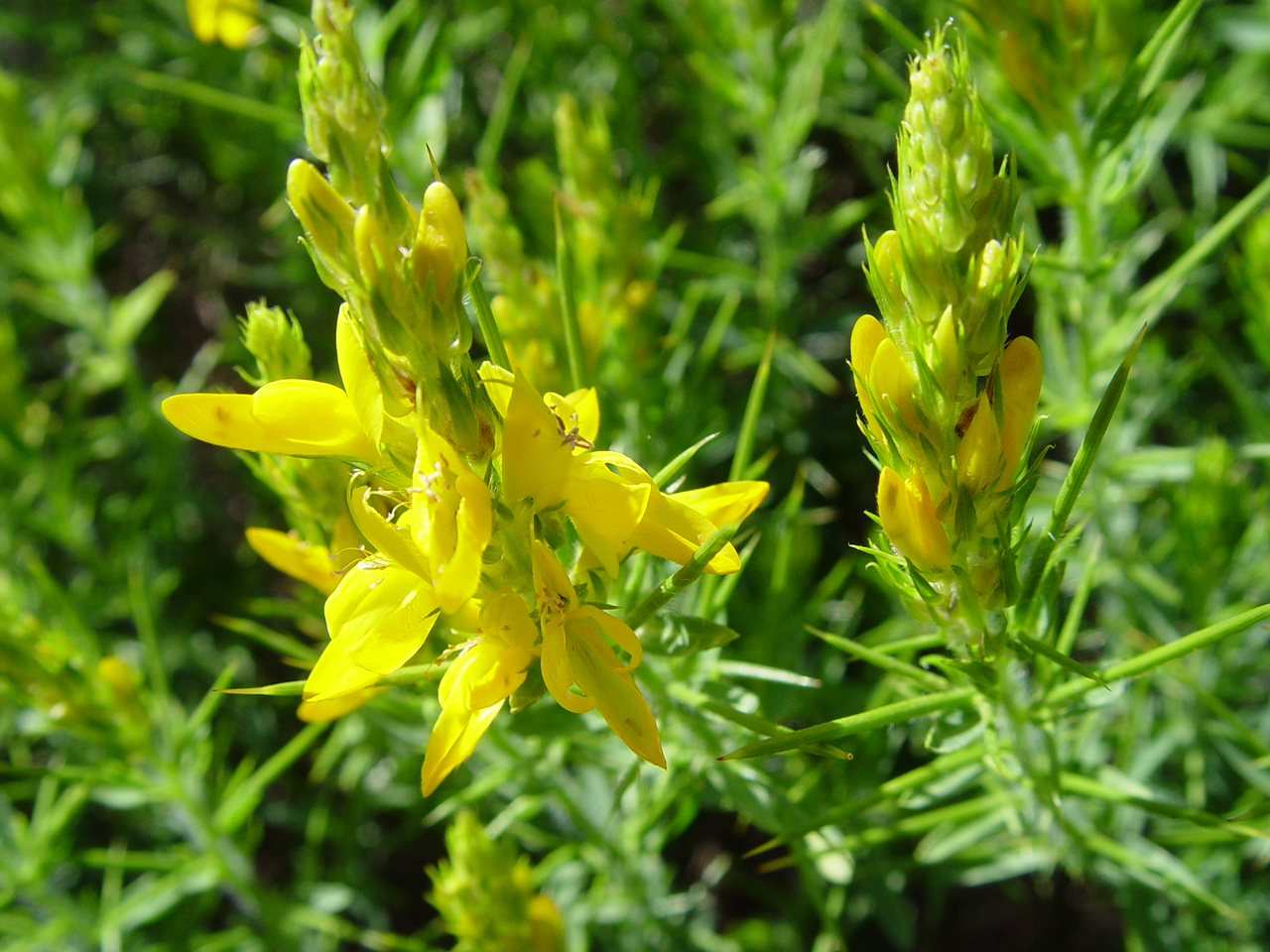
Genista hirsuta
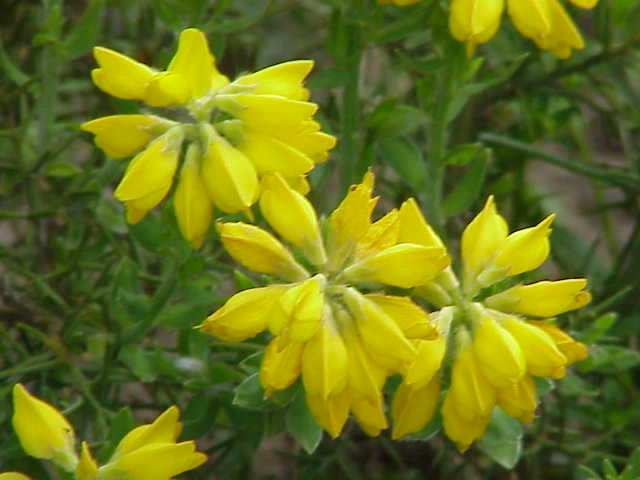
Genista hispanica
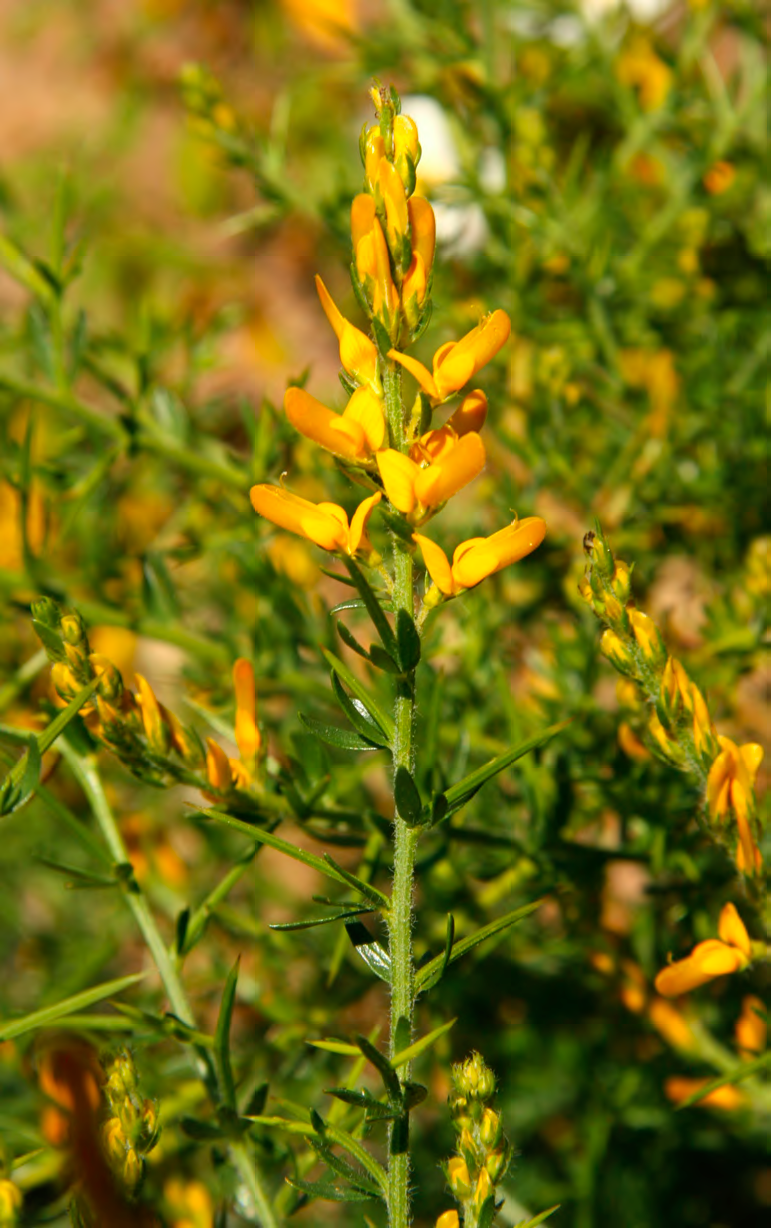
Genista madoniensis
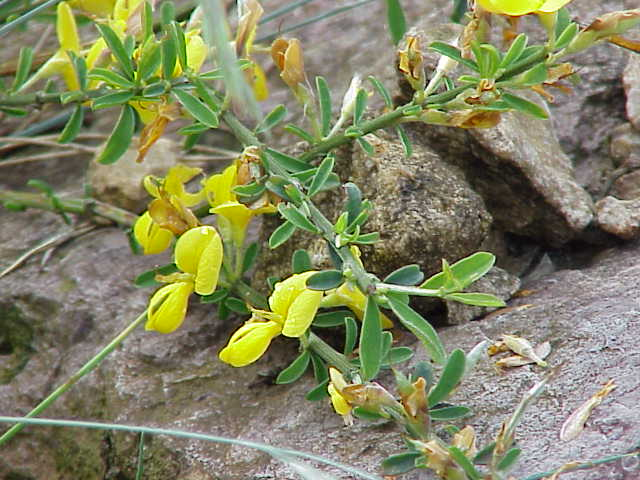
Genista pilosa
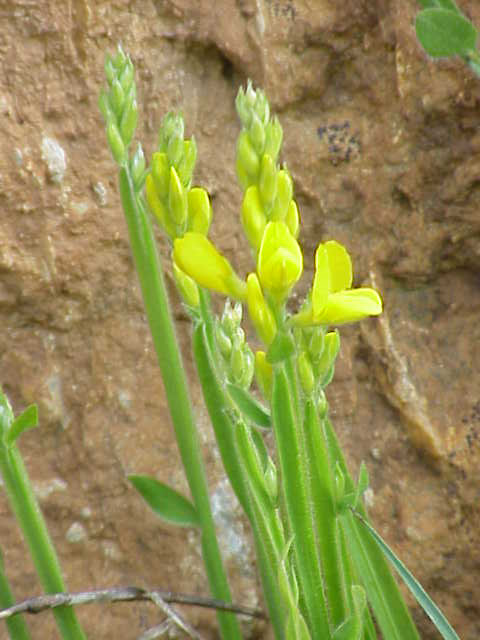
Genista sagittalis
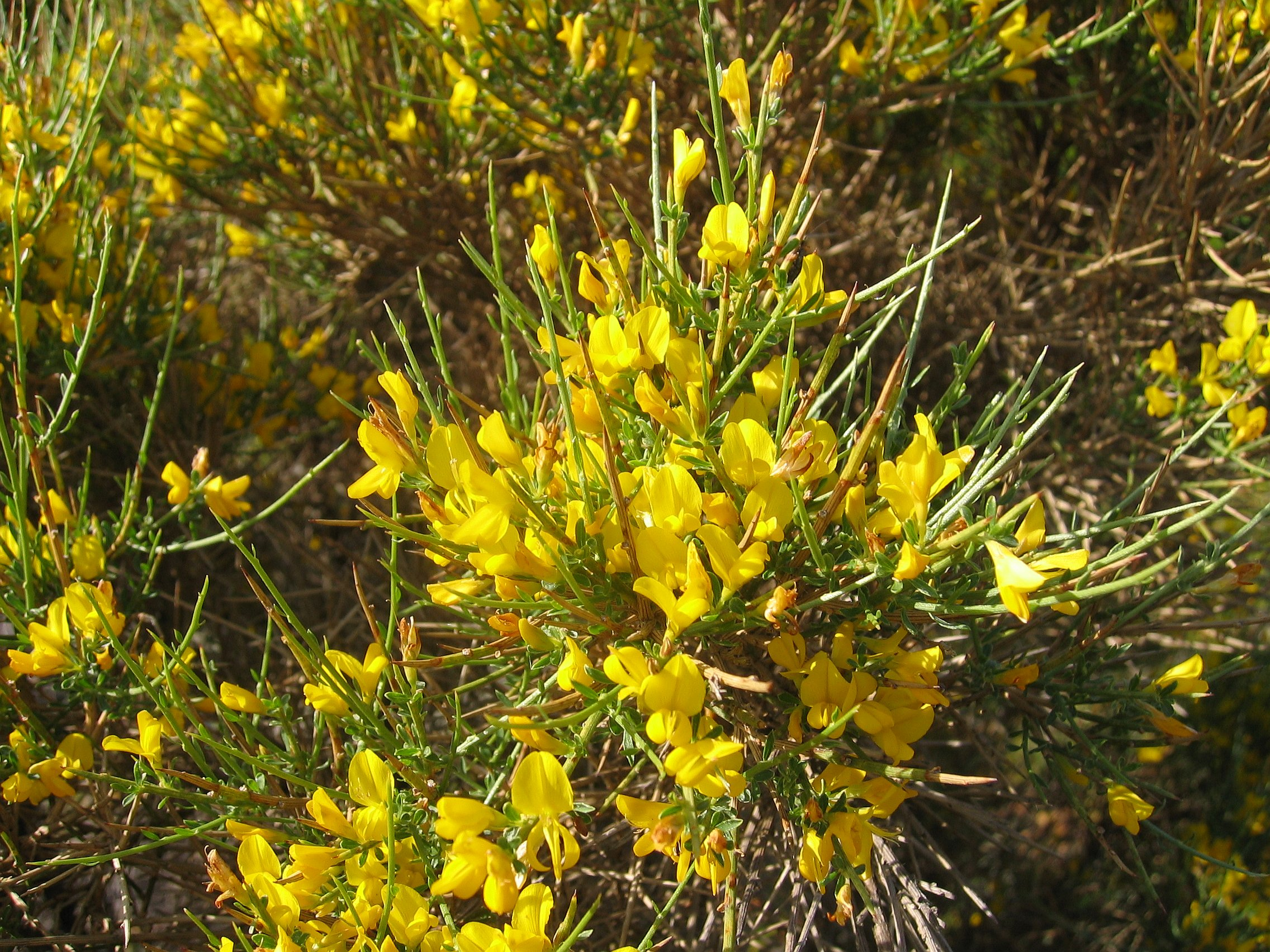
Genista salzmannii
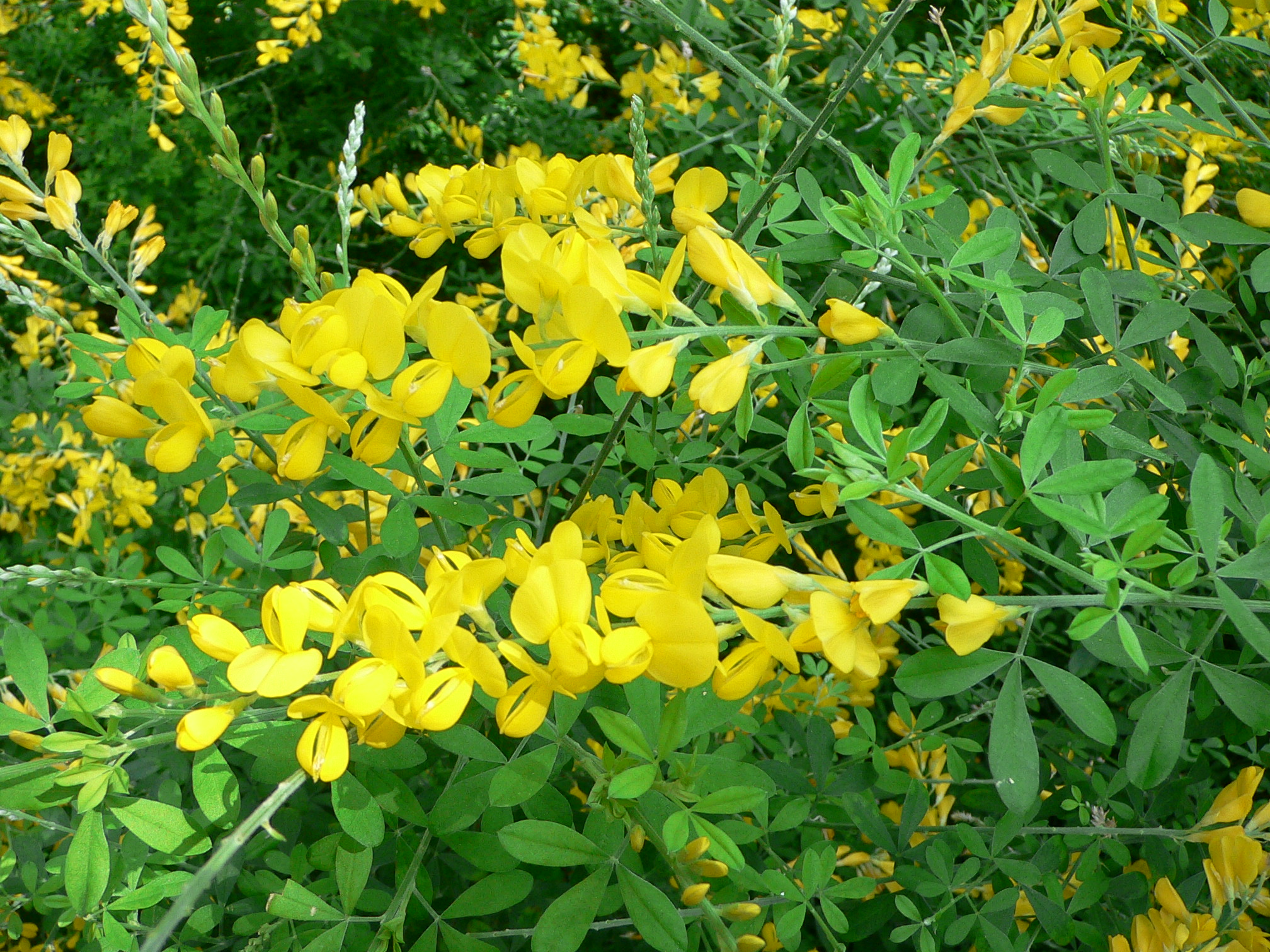
Genista stenopetala
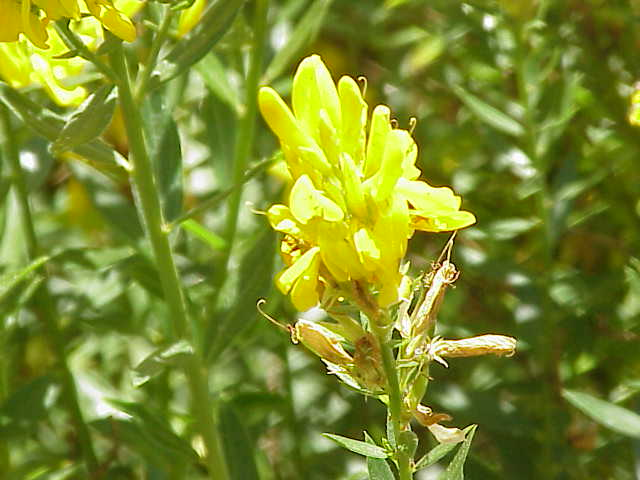
Genista tinctoria